# Женев'єв Лакасс
Женев'єв Лакасс (фр. Geneviève Lacasse; 12 лютого 1987 року, Монреаль, Квебек, Канада) — канадська хокеїстка. Олімпійська чемпіонка Ігор 2014 року, чемпіонка світу (2012).